# 50セント

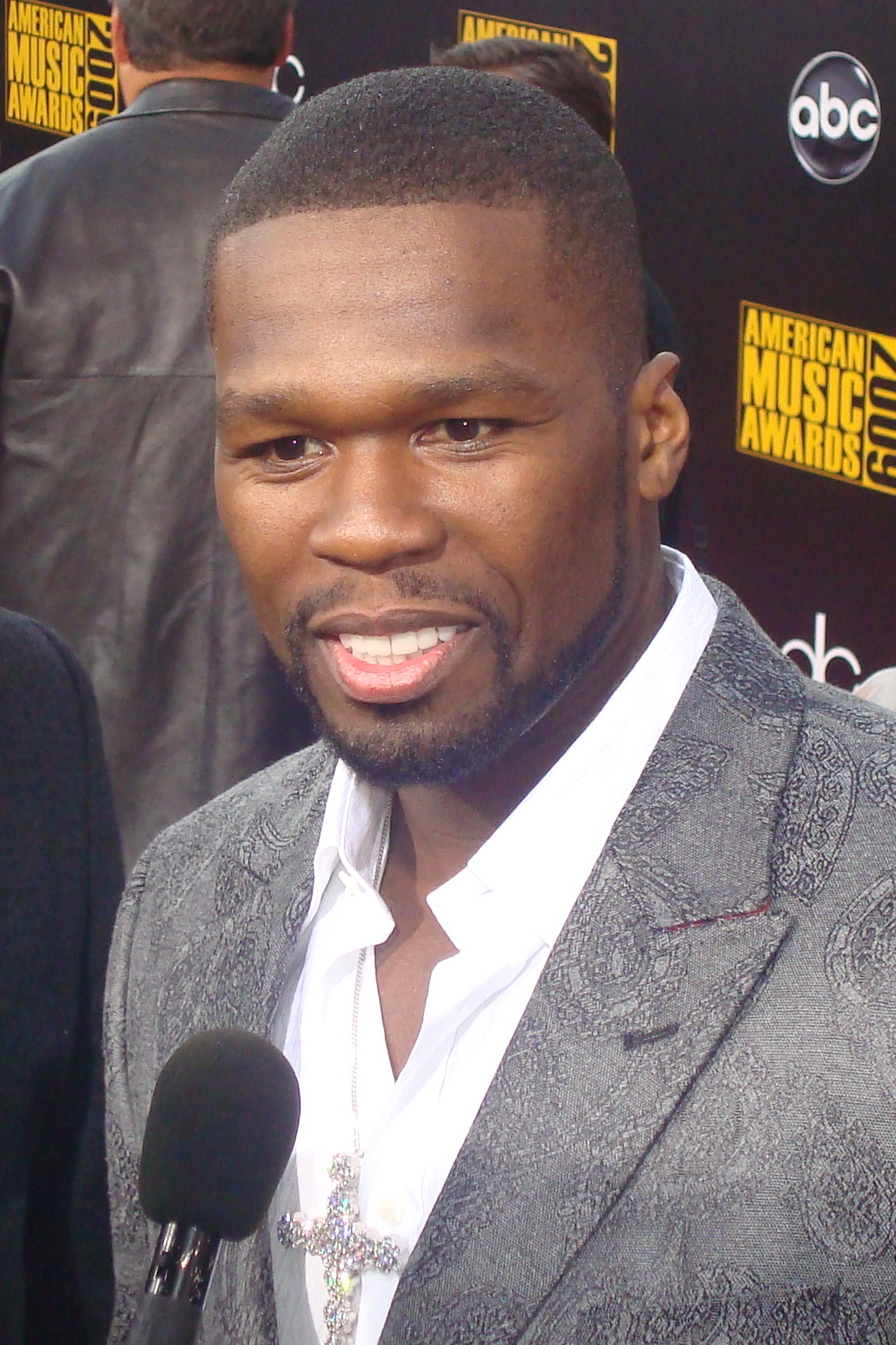
2009年のアメリカン・ミュージック・アワードにて

50セント（50 Cent読み：フィフティー・セント、本名：Curtis James Jackson III（カーティス・ジェームズ・ジャクソン3世）、1975年7月6日 - ）は、アメリカ合衆国のヒップホップMC、俳優、企業家、エグゼクティブプロデューサー、プロボクシングプロモーターである。
ソロMCとしても活動するが、Gユニットの一員でもある。ニューヨーク州ニューヨーク市クイーンズ区ジャマイカ地区出身。
50セントというMCネームは、1980年代にニューヨークのブルックリン界隈で30人あまりを殺害し、たった50セントでさえも奪ったとされる実在のギャング、ケルビン“50セント”マーティン（Kelvin "50 Cent" Martin）に由来する。

## 来歴
母親はドラッグ・ディーラーで、彼を15歳の時に生んだ後、彼が8歳の時に何者かに殺害された。父親はおらず、その後は祖父母に育てられた。12歳の時に麻薬売買を始め、ドラッグディーラーとして名を馳せた。1996年、友人の紹介によりRun-D.M.C.のジャム・マスター・ジェイ主催のレーベルJMJと契約し、ラップの基礎を学ぶ（それまで50セントは小節の数え方や、コーラスの作り方などを知らなかった）。
1999年にはトラックマスターズに見いだされコロムビア・レコードと契約した。シングル『How To Rob』では、駆け出しのラッパーが有名なラッパーからいろいろなものを奪っていくという内容が大いに受け、またその曲にジェイ・Z、ビッグ・パンなどといった著名ラッパーが反応した為にそこそこのヒットとなる。コロムビア・レコードでは、シングル3枚 EP1枚を発表したが、2000年に祖母宅前で9発の銃弾を被弾する銃撃事件に巻き込まれたことから、レコード会社がトラブルを恐れ彼との契約を解除し、アルバム『Power Of The Dollar』はお蔵入りとなってしまう。なお、この銃撃事件で、彼は顔にも銃撃を受け、その影響でその後声質が変わっている。
50セントは、この事件がきっかけでアメリカのレコード会社のブラックリストに載ってしまい、アメリカでは仕事が見つけられなくなってしまった。そこで新しいビジネスパートナーとしてシャ・マニー・XLを迎え、カナダに渡り30曲あまりの曲を録音し、2001年に仮のLPである『Guess Who's Back』を単独でリリース。それと平行して、自らのグループGユニットと共にミックスCD『50 Cent Is The Future』を制作した。
こうした活動の結果がエミネムの目にとまり、彼のレーベル、シェイディ・レコード（Shady Records）とドクター・ドレーのレーベル、アフターマス・エンターテインメント（Aftermath Entertainment）との共同契約を果たす。その後すぐにミックスCD『No Mercy, No Fear』を発表。その中に収録された「ワンクスタ」がラジオでヘビープレイされ、ストリートの支持を獲得。満を持して1stアルバム『ゲット・リッチ・オア・ダイ・トライン』をリリース。「イン・ダ・クラブ」、「21クエスチョンズ feat. ネイト・ドッグ」等がヒットし1100万枚ものセールスを記録する。また第46回グラミー賞において、最優秀新人賞を含む5部門にノミネートされた。
2005年には2ndアルバム『ザ・マッサカー〜殺戮の日。』が発表され、同年末に自身が主演する半自叙伝的映画「ゲット・リッチ・オア・ダイ・トライン」が全米で公開された。
2007年の9月11日に3rdアルバム『カーティス』をリリースする。この日はカニエ・ウェストのアルバム『グラデュエーション』の発売と同日。そのため、本人は「1週目のセールスでカニエに負けたらもう自己のアルバムを出さない」と公言した。米国内の1週目のアルバムセールスでトップを飾ったのはカニエ・ウェストの『グラデュエーション』で、95万7000枚を売り上げ、ほぼ1週間でプラチナディスク獲得を確実なものとした。続く2位の50セントもゴールドディスクを認定される50万枚をやすやすとクリア、69万1000枚という記録を達成している。
2015年、自己破産した。
2016年6月25日、セントクリストファー・ネイビスで開催された音楽フェスティバルのパフォーマンス中に違法な言葉を連発したとして逮捕された。

## ディスコグラフィ

### アルバム
| 年                                        | タイトル               | アルバム詳細 | チャート最高位 | チャート最高位 | チャート最高位 | チャート最高位 | チャート最高位 | チャート最高位 | チャート最高位 | チャート最高位 | チャート最高位 | チャート最高位 | 認定 |
| 年                                        | タイトル               | アルバム詳細 | US             | AUS            | BEL            | CAN            | GER            | IRL            | NZ             | SWE            | SWI            | UK             | 認定 |
| ----------------------------------------- | ---------------------- | --- | -------------- | -------------- | -------------- | -------------- | -------------- | -------------- | -------------- | -------------- | -------------- | -------------- | --- |
| 2003                                      | Get Rich or Die Tryin' | - 発売日: 2003年2月6日 - レーベル: Shady, Aftermath, Interscope - フォーマット: CD, LP, cassette, digital download - 全米売上: 827.3万枚 | 1              | 4              | 3              | 1              | 4              | 4              | 3              | 8              | 8              | 2              | - US: 6× プラチナ - AUS: 2× プラチナ - BEL: プラチナ - CAN: 8× プラチナ - GER: ゴールド - IRL: プラチナ - NZ: 2× プラチナ - SWE: ゴールド - SWI: プラチナ - UK: 3× プラチナ  |
| 2005                                      | The Massacre           | - 発売日: 2005年3月3日 - レーベル: Shady, Aftermath, Interscope - フォーマット: CD, LP, cassette, digital download - 全米売上: 536万枚   | 1              | 2              | 3              | 1              | 1              | 1              | 1              | 10             | 2              | 1              | - US: 5× プラチナ - AUS: プラチナ - BEL: ゴールド - CAN: 3× プラチナ - GER: プラチナ - IRL: 2× プラチナ - NFPF: 3× プラチナ - NZ: プラチナ - SWI: プラチナ - UK: 2× プラチナ |
| 2007                                      | Curtis                 | - 発売日: 2007年9月11日 - レーベル: Shady, Aftermath, Interscope - フォーマット: CD, LP, digital download - 全米売上: 133.6万枚          | 2              | 1              | 3              | 2              | 2              | 1              | 1              | 10             | 1              | 2              | - AUS: ゴールド - BEL: ゴールド - GER: ゴールド - IRL: プラチナ - HUN: ゴールド - NZ: プラチナ - UK: ゴールド - ZPAV: ゴールド                                               |
| 2009                                      | Before I Self Destruct | - 発売日: 2009年11月9日 - レーベル: Shady, Aftermath, Interscope - フォーマット: CD, LP, digital download - 全米売上: 51.2万枚           | 5              | 19             | 34             | 11             | 36             | 18             | 35             | —              | 13             | 22             | - US: ゴールド - UK: シルバー |
| 2014                                      | Animal Ambition        | - 発売日: 2014年6月3日 - レーベル: G-Unit, Caroline - フォーマット: CD, LP, digital download - 全米売上: 12.4万枚                        | 4              | 16             | 12             | 4              | 35             | 29             | 8              | 9              | 17             | 21             | |
| "—"は未発売またはチャート圏外を意味する。 |                        | |                |                |                |                |                |                |                |                |                |                | |

### シングル
- How To Rob / Rowdy Rowdy （1999年、コロムビア・レコード）
- Your life's On The Line / The Good Die Young （1999年、コロムビア・レコード）
- Thug Love （2000年、コロムビア・レコード）
- ワンクスタ - Wanksta （2002年）※以下、シェイディー・レコード/アフターマス・エンターテインメント
- イン・ダ・クラブ - In Da Club / Backdown （2002年）
- 21クエッションズ feat. ネイト・ドッグ - 21Questions feat. Nate Dog / Many Man （2003年）
- イン・ダ・フッド - In Da Hood / 8Mile Road （2003年）
- ディスコ・インフェルノ - Disco Inferno （2005年）
- キャンディ・ショップ feat. オリヴィア - Candy Shop feat. Olivia （2005年）
- アウタ・コントロール（Remix） - Outta Control (Remix) （2002年）
- アミューズメント・パーク - Amusement Park （2007年）
- ストライト・トゥー・ザ・バンク - Straight To The Bank （2007年）
- エイヨー・テクノロジー feat. ジャスティン・ティンバレイク&ティンバランド - Ayo Technology　feat. Justin Timberake & Timbaland （2007年）
- アイ・ゲット・マニー - I Get Money （2007年）
- アイル・スティル・キル feat. エイコン - I'll still kill feat. Akon （2007年）
- ゲット・アップ - Get Up （2008年）
- アイ・ゲット・イット・イン - I Get It In (2009年)

### EP
- Power Of The Dollar （2000年、コロムビア・レコード）
- The New Breed （2003年、シェイディー・レコード/アフターマス・エンターテインメント）

### ミックスCD
- 50 Cent & G-Unit 50 Cent Is The Future
- No Mercy, No Fear

（GユニットのオフィシャルDJであるDJ Whookidの作品のみ掲載）

### DVD
- ザ・ニュー・ブリード - The New Breed （2003年）
- リフューズ・トゥ・ダイ - Refuse 2 Die: The Unauthorized Biography （2003年）
- Live Control （2004年）
- ギャングスタ・ユニット - Gansta Unit （2006年）※Gユニットとして

## 出演

### 映画
| 年   | 題名                                                        | 役名                 | 備考         | 吹き替え   |
| ---- | ----------------------------------------------------------- | -------------------- | ------------ | ---------- |
| 2005 | ゲット・リッチ・オア・ダイ・トライン Get Rich or Die Tryin' | マーカス             |              | 伊藤健太郎 |
| 2006 | 勇者たちの戦場 Home of the Brave                            | ジャマル・エイケン   | 江川央生     |            |
| 2008 | ボーダー Righteous Kill                                     | スパイダー           | 西村晃範     |            |
| 2009 | シティ・オブ・ブラッド Streets of Blood                     | スタン・ジョンソン   | 三宅健太     |            |
| 2009 | デッドチェイス -24時間- Dead Man Running                    | ティゴ               |              |            |
| 2010 | ロシアン・ルーレット 13                                     | ジミー               |              |            |
| 2010 | GUN [ガン] Gun                                              | リッチ               | 兼脚本       |            |
| 2010 | トゥエルヴ Twelve                                           | ライオネル           |              |            |
| 2010 | 恋とニュースのつくり方 Morning Glory                        | 本人                 | カメオ出演   |            |
| 2011 | ブラッド・アウト Blood Out                                  | ハードウィック       | 兼製作総指揮 |            |
| 2011 | セットアップ Set Up                                         | サニー               | 兼製作       | 伊藤健太郎 |
| 2012 | フリーランサー NY捜査線 Freelancers                         | ジョナス（マロ）     | 兼製作       | 中川慶一   |
| 2012 | ファイヤー・ウィズ・ファイヤー 炎の誓い Fire with Fire      | ラマー               | 兼製作       | 河合みのる |
| 2013 | 大脱出 Escape Plan                                          | ハッシュ             |              | 竹田雅則   |
| 2013 | ラストベガス Last Vegas                                     | 本人                 | カメオ出演   |            |
| 2013 | フローズン・グラウンド The Frozen Ground                    | クレイト・ジョンソン | 兼製作       | 斉藤次郎   |
| 2014 | コードネーム: プリンス The Prince                           | ザ・ファーマシー     |              | 白熊寛嗣   |
| 2015 | SPY/スパイ Spy                                              | 本人                 | カメオ出演   | 伊藤健太郎 |
| 2015 | サウスポー Southpaw                                         | ジョーダン・メインズ |              | 乃村健次   |
| 2018 | ザ・アウトロー Den of Thieves                               | エンソン・ルヴォー   | 山本満太     |            |
| 2018 | 大脱出2 Escape Plan 2: Hades                                | ハッシュ             | 山本満太     |            |
| 2019 | 大脱出3 Escape Plan: The Extractors                         | ハッシュ             | 竜門睦月     |            |
| 2023 | エクスペンダブルズ ニューブラッド Expend4bles               | イージー             | 伊藤健太郎   |            |
| TBA  | Street Fighter                                              | マイク・バイソン     |              |            |

### テレビ
| 年        | 題名               | 役名   | 備考         |
| --------- | ------------------ | ------ | ------------ |
| 2014-2020 | POWER/パワー Power | カナン | 兼製作総指揮 |

### ゲーム
- 50セント：ブラッドオンザサンド　公式サイト（日本語）
- コール オブ デューティ モダン・ウォーフェア2 Call of Duty: Modern Warfare 2 (2009) (声)

## ボクシング
2012年8月、友人であるフロイド・メイウェザー・ジュニアと共同でTMTプロモーションズを設立したが、すぐに喧嘩別れをして解消。SMSプロモーションズに名前を変え、ビリー・ディブ、ユリオルキス・ガンボア、アンドレ・ディレルと契約を交わした。2013年11月にはジェームス・カークランドと契約を交わした。
2015年5月、SMSプロモーションズの破産を申請。
2016年2月9日、所属選手のビリー・ディブがSMSプロモーションズから100万ドル（1億1千万円）以上の賃金未払い被害を受けていることを告白して、同プロモーションを離脱したことを発表した。

### 元契約選手
- アンドレ・ディレル[45]
- ビリー・ディブ
- ジェームス・カークランド
- ユリオルキス・ガンボア

## 日本語吹き替え
デビュー作の『ゲット・リッチ・オア・ダイ・トライン』以降、主に伊藤健太郎が担当している。
このほかにも、山本満太、江川央生、西村晃範、三宅健太、中川慶一、河合みのる、竹田雅則、斉藤次郎、白熊寛嗣、乃村健次、竜門睦月なども声を当てている。